# Kid Wolf et Kraken Boy
Kid Wolf et Kraken Boy (titre original : Kid Wolf and Kraken Boy) est un roman court de fantasy et de science-fiction écrit par Sam J. Miller, paru en 2022 puis traduit en français et publié aux éditions Le Bélial' en 2024.

## Résumé
À New York en 1929, Teitelstam est un jeune juif homosexuel qui peine à gagner sa vie comme tatoueur. Hinky Friedman, qui dirige une mafia juive locale, le recrute afin qu'il effectue des tatouages de glyphes magiques sur les boxeurs dont elle gère les combats. Ces tatouages doivent permettre de conférer certaines aptitudes aux personnes les portant. Le premier boxeur que Teitelstam tatoue est un jeune juif homosexuel nommé Solomon Wolffe, que tout le monde dans le milieu de la boxe surnomme Kid Wolf. Teitelstam donne pleine satisfaction à son employeuse et son niveau de vie augmente en conséquence. Les deux hommes sont amenés à former un tandem par Hinky afin que la magie des tatouages soit plus forte. Ils tombent assez vite amoureux l'un de l'autre.
Rog Humphries, ancien boxeur et dorénavant homme de main de Lepke Ginsberg, qui dirige une mafia concurrente de celle de Hinky, tente d'utiliser l'amour de Teitelstam pour Kid Wolfe afin de le retourner et de l'utiliser contre son employeuse en menaçant de divulguer l'homosexualité du boxeur, ce qui ruinerait sûrement sa carrière naissante. Teitelstam accepte et un piège se met petit à petit en place visant à aboutir au meurtre de Hinky Friedman. Mais Teitelstam, désormais surnommé Kraken Boy à la suite d'un tatouage de kraken qu'il a effectué sur Kid Wolf, choisit de finalement tout dévoiler à son employeuse qui met alors en place un stratagème pour contrer le plan de Rog Humphries. Elle approche un grand maître tatoueur japonais, qui a été contraint de travailler pour Rog Humphries, afin qu'il tatoue sur son employeur un tatouage qui permettra à Hinky de le forcer à faire ce qu'elle lui dira une fois en sa présence.
Après le combat pour le titre de champion du monde des poids welters qui voit la victoire de Kid Wolf, Rog Humphries pense pouvoir tuer Hinky mais c'est finalement cette dernière qui a le dernier mot et qui tue son opposant grâce au tatouage du maître japonais.